# Beatrice Chebet
Beatrice Chebet (ur. 5 marca 2000) – kenijska lekkoatletka, specjalistka od biegów długich.
W 2017 zajęła 4. miejsce na mistrzostwach świata juniorów młodszych na dystansie 3000 metrów. Rok później została mistrzynią świata do lat 20 na dystansie 5000 metrów. W 2019 zdobyła złote medale mistrzostw świata w biegach przełajowych oraz mistrzostw Afryki juniorów.
Mistrzyni Afryki z Saint-Pierre (2022). W tym samym roku zdobyła srebro w biegu na 5000 metrów podczas mistrzostw świata w Eugene. W 2023 została mistrzynią świata w przełajach oraz sięgnęła po brązowy medal światowego czempionatu w Budapeszcie. Podwójna mistrzyni olimpijska z Paryża w biegach na 5000 i 10 000 metrów (2024).
Złota medalistka mistrzostw Kenii.

## Osiągnięcia
| Rok  | Impreza                                   | Miejsce      | Konkurencja           | Lokata      | Wynik    |
| ---- | ----------------------------------------- | ------------ | --------------------- | ----------- | -------- |
| 2017 | Mistrzostwa świata juniorów młodszych     | Nairobi      | bieg na 3000 metrów   | 4. miejsce  | 9:33,26  |
| 2018 | Mistrzostwa świata juniorów               | Tampere      | bieg na 5000 metrów   | 1. miejsce  | 15:30,77 |
| 2019 | Mistrzostwa świata w biegach przełajowych | Aarhus       | bieg juniorek         | 1. miejsce  | 20:50    |
| 2019 | Mistrzostwa Afryki juniorów               | Abidżan      | bieg na 5000 metrów   | 1. miejsce  | 16:02,66 |
| 2022 | Halowe mistrzostwa świata                 | Belgrad      | bieg na 3000 metrów   | 10. miejsce | 8:47,50  |
| 2022 | Mistrzostwa Afryki                        | Saint-Pierre | bieg na 5000 metrów   | 1. miejsce  | 15:00,82 |
| 2022 | Mistrzostwa świata                        | Eugene       | bieg na 5000 metrów   | 2. miejsce  | 14:46,75 |
| 2022 | Igrzyska Wspólnoty Narodów                | Birmingham   | bieg na 5000 metrów   | 1. miejsce  | 14:38,21 |
| 2023 | Mistrzostwa świata w biegach przełajowych | Bathurst     | bieg seniorek         | 1. miejsce  | 33:48    |
| 2023 | Mistrzostwa świata                        | Budapeszt    | bieg na 5000 metrów   | 3. miejsce  | 14:54,33 |
| 2023 | Mistrzostwa świata w biegach ulicznych    | Ryga         | bieg na 5 kilometrów  | 1. miejsce  | 14:35    |
| 2024 | Mistrzostwa świata w biegach przełajowych | Belgrad      | bieg seniorek         | 1. miejsce  | 31:05    |
| 2024 | Igrzyska olimpijskie                      | Paryż        | bieg na 5000 metrów   | 1. miejsce  | 14:28,56 |
| 2024 | Igrzyska olimpijskie                      | Paryż        | bieg na 10 000 metrów | 1. miejsce  | 30:43,25 |

## Rekordy życiowe
- Bieg na 1500 metrów (stadion) – 3:54,73 (2025)
- Bieg na 3000 metrów (stadion) – 8:11,56 (2025) rekord Afryki, 3. wynik w historii światowej lekkoatletyki
- Bieg na 3000 metrów (hala) – 8:37,06 (2021)
- Bieg na 5000 metrów – 13:58,06 (2025) rekord świata
- Bieg na 5 kilometrów – 13:54 (2024) rekord świata
- Bieg na 10 000 metrów – 28:54,14 (2024) rekord świata[1]